# 벨리 오브 비스트
《벨리 오브 비스트》(Belly Of The Beast)는 영국에서 제작된 정소동 감독의 2003년 액션 영화이다. 스티븐 시걸 등이 주연으로 출연하였고 게리 하우샘 등이 제작에 참여하였다.

## 출연

### 주연
- 스티븐 시걸
- 바이런 만
- 탐 우

### 조연
- 사라 마루컬 레인
- 패트릭 로빈슨
- 노숙의
- 빈센트 리오타
- 에리드 맥퀸

## 기타
- 공동제작: D.J. 카슨
- 의상: 카트리나 맥카시
- 무술지도: 정소동
- 배역: 제레미 짐머만
- 배역: 앤드리아 클락